# Cylindropuntia bigelovii
Cylindropuntia bigelovii är en kaktusväxtart som först beskrevs av Georg George Engelmann, och fick sitt nu gällande namn av F.M. Knuth. Cylindropuntia bigelovii ingår i släktet Cylindropuntia, och familjen kaktusväxter.

## Underarter
Arten delas in i följande underarter:
- C. b. bigelovii
- C. b. ciribe

## Bildgalleri

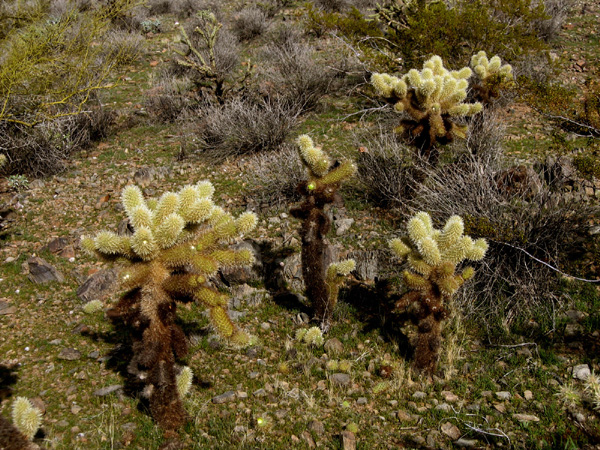
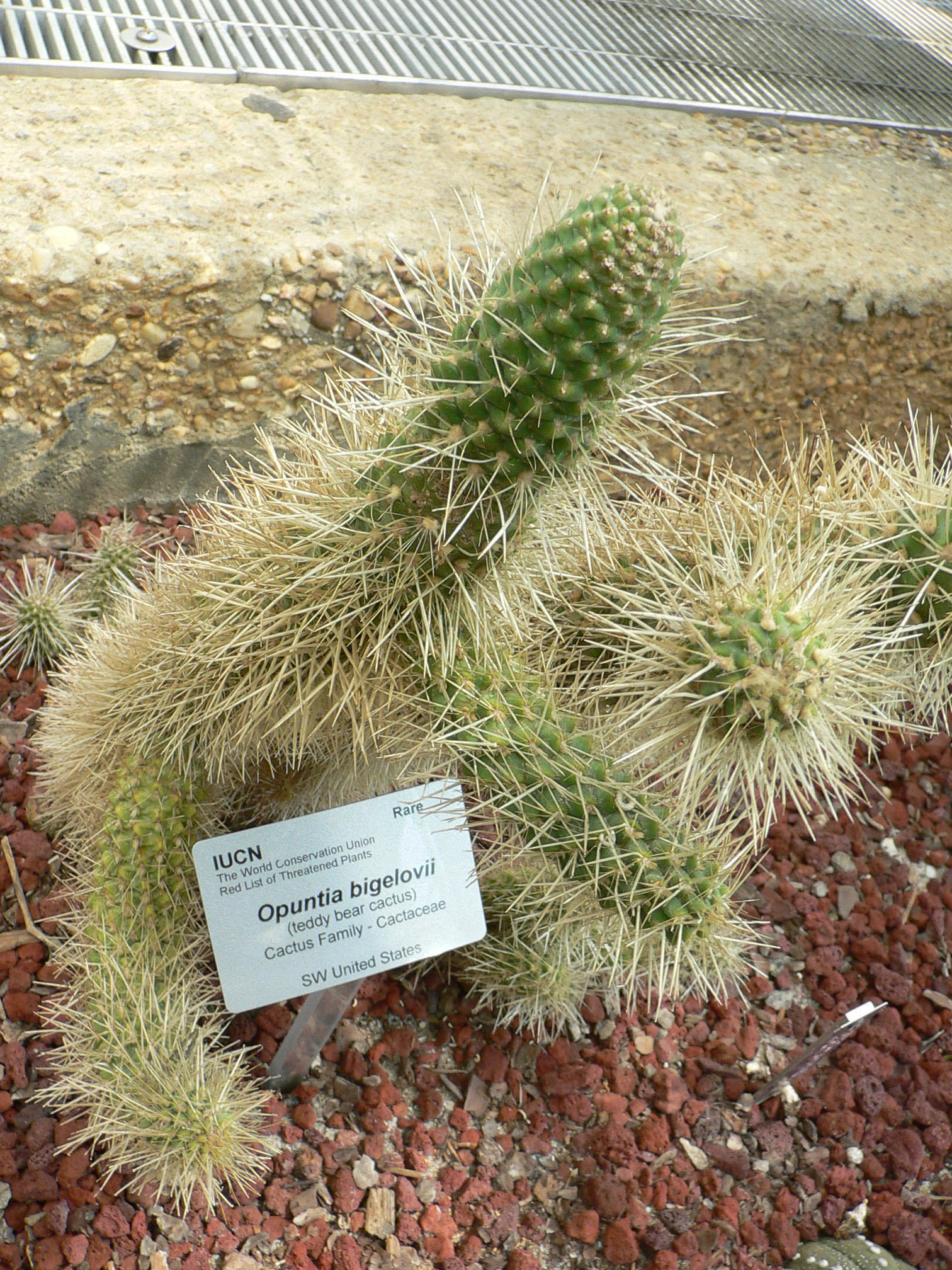
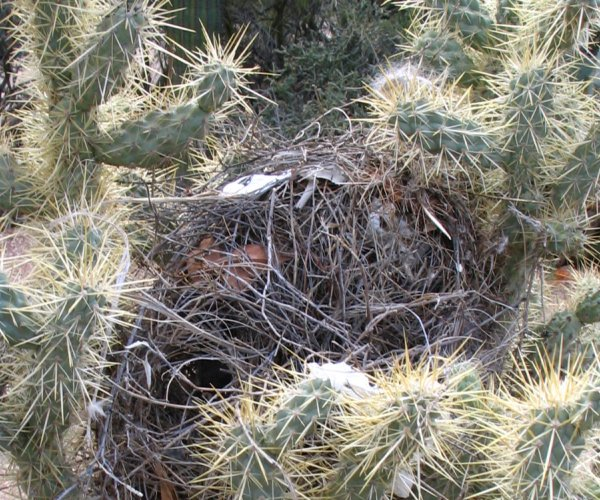
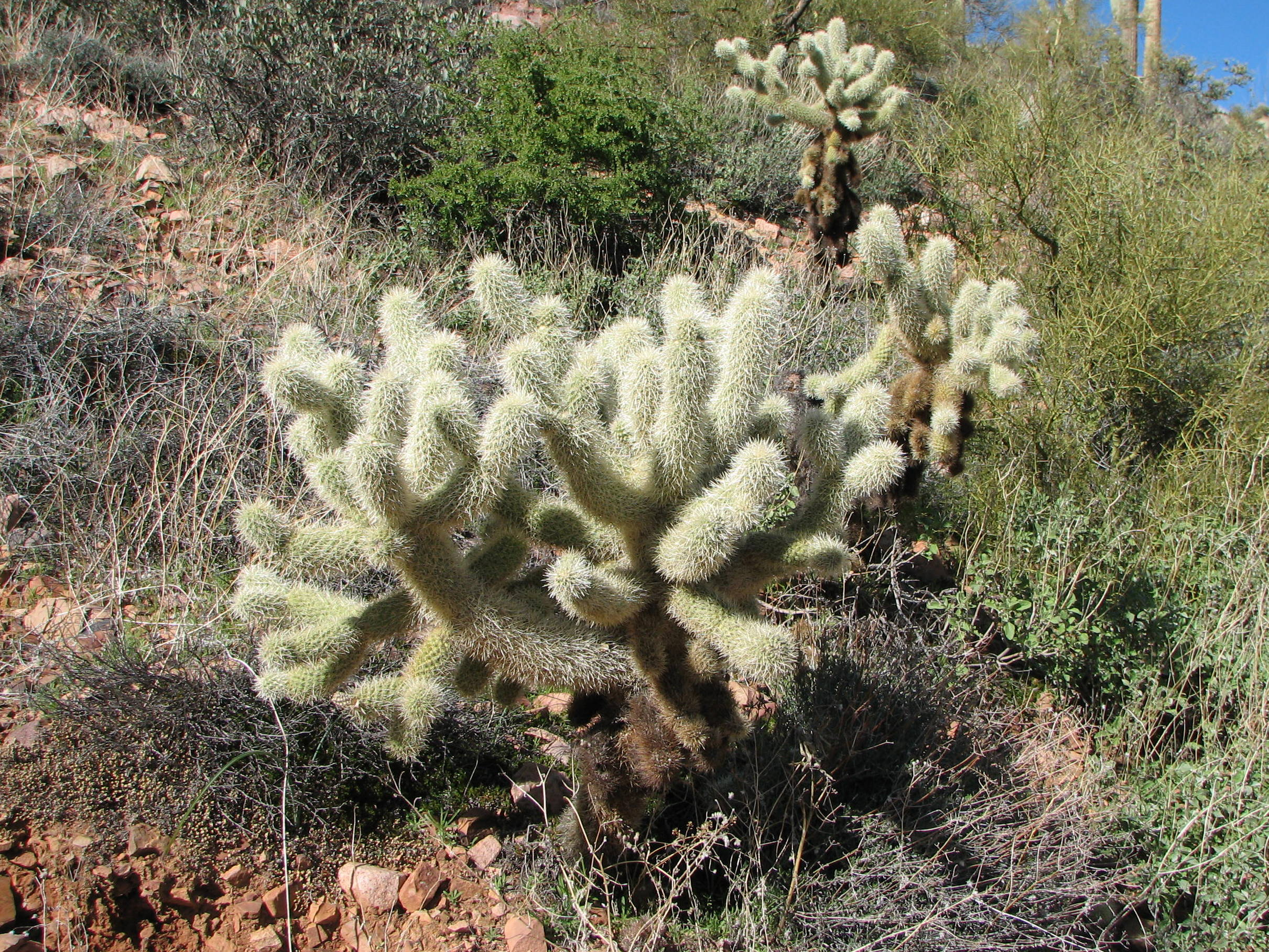
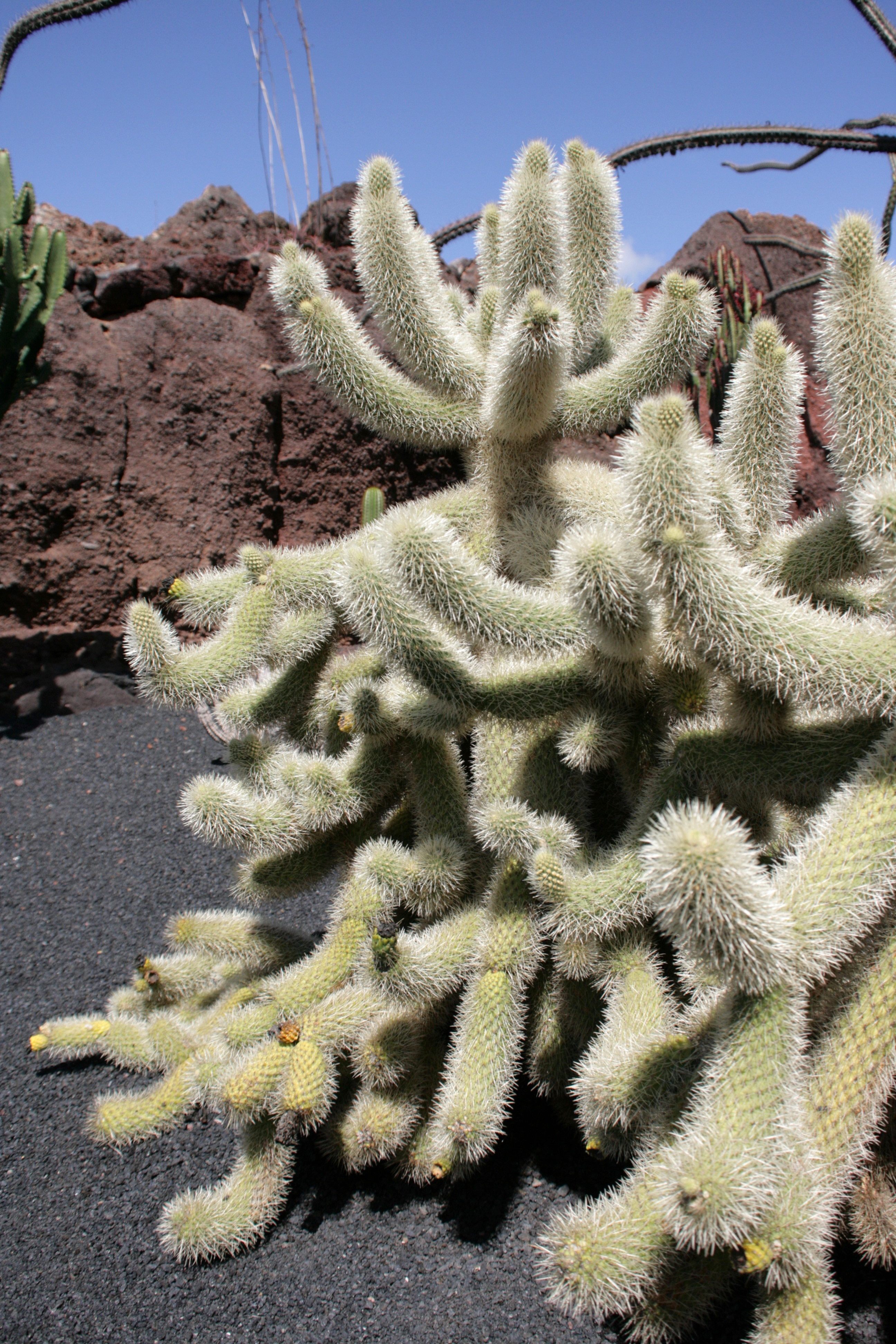
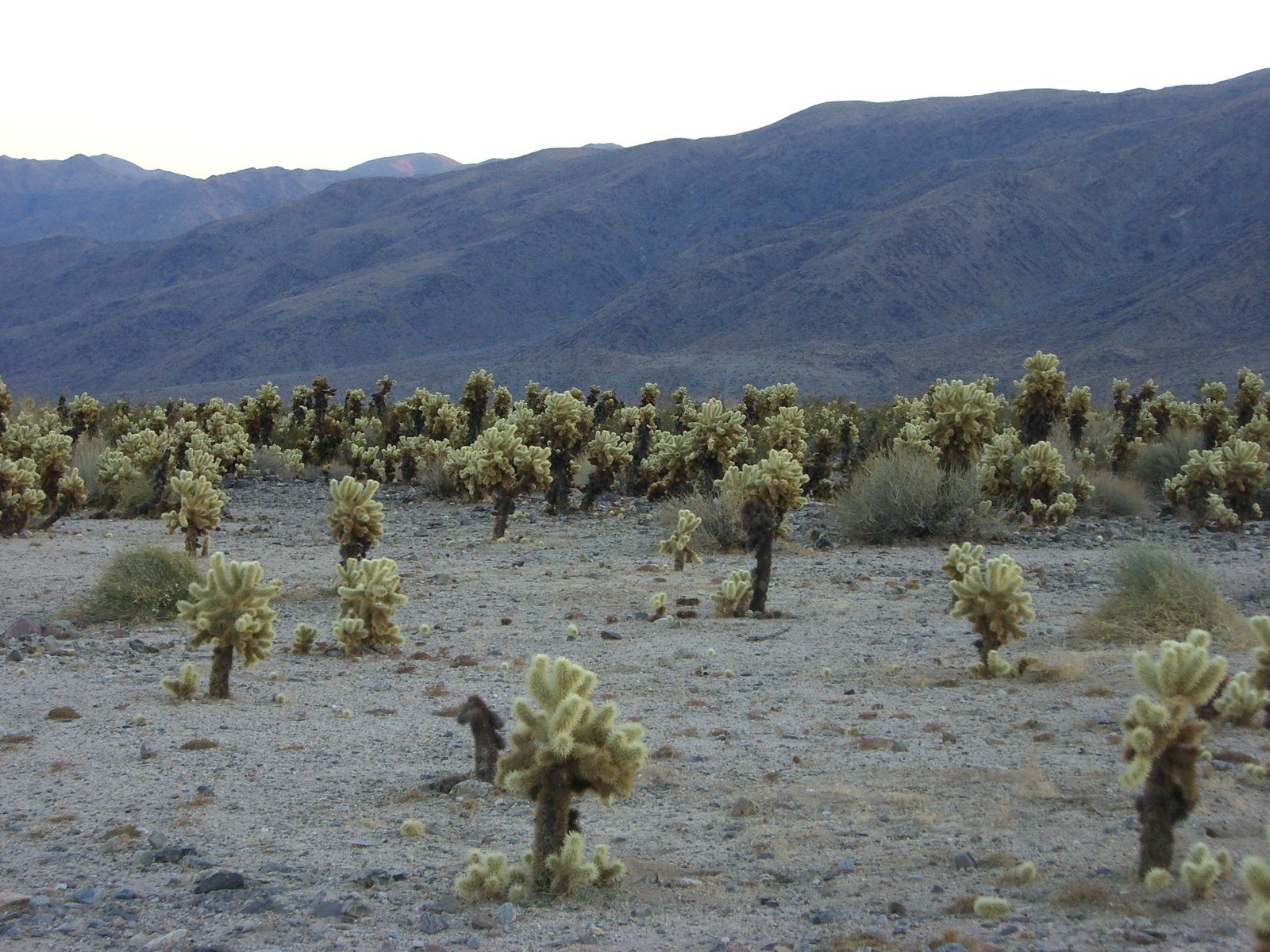